# Papilio scamander
Papilio scamander är en fjärilsart som beskrevs av Jean Baptiste Boisduval 1836. Papilio scamander ingår i släktet Papilio och familjen riddarfjärilar. Inga underarter finns listade i Catalogue of Life.

## Bildgalleri

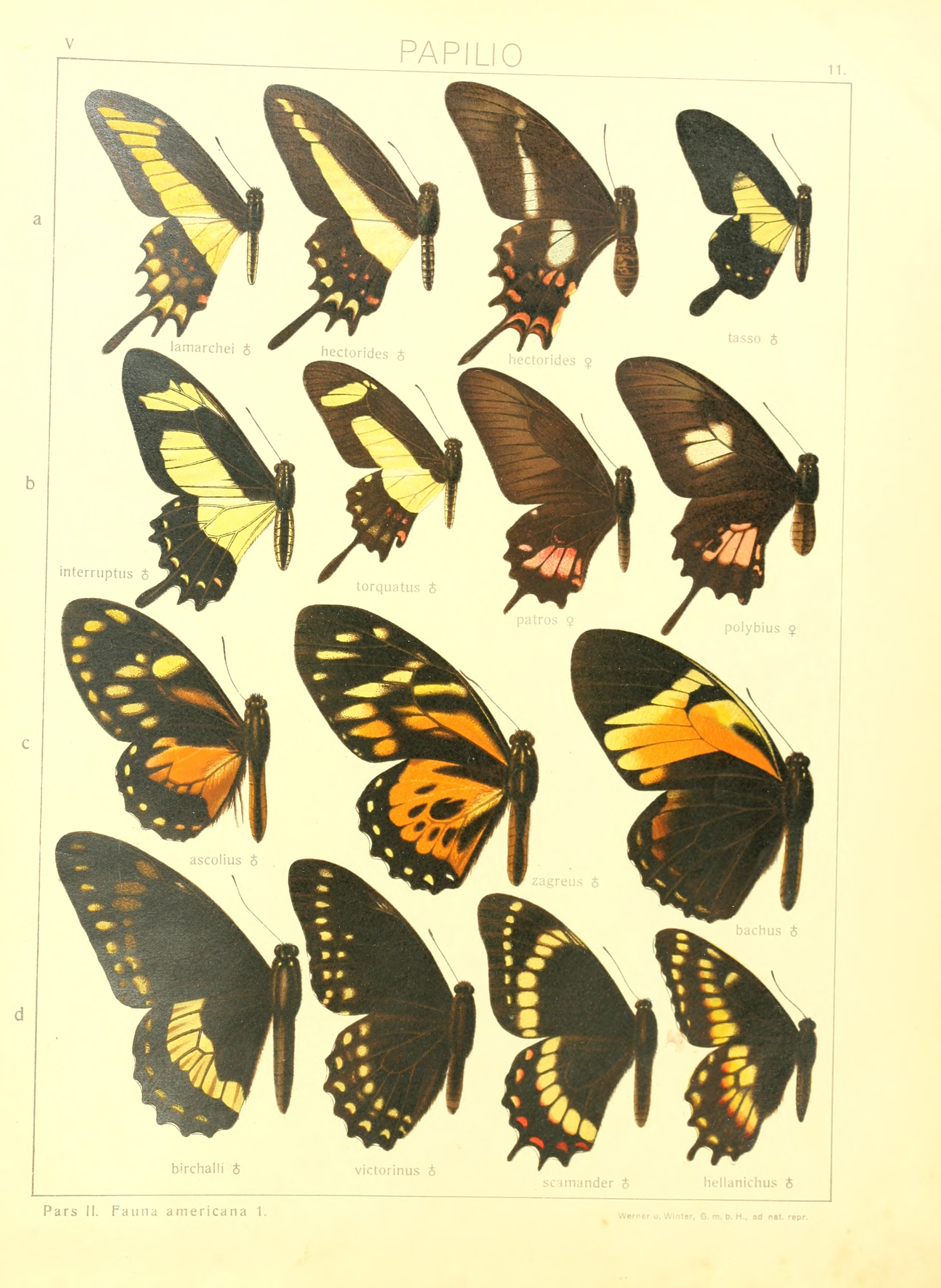
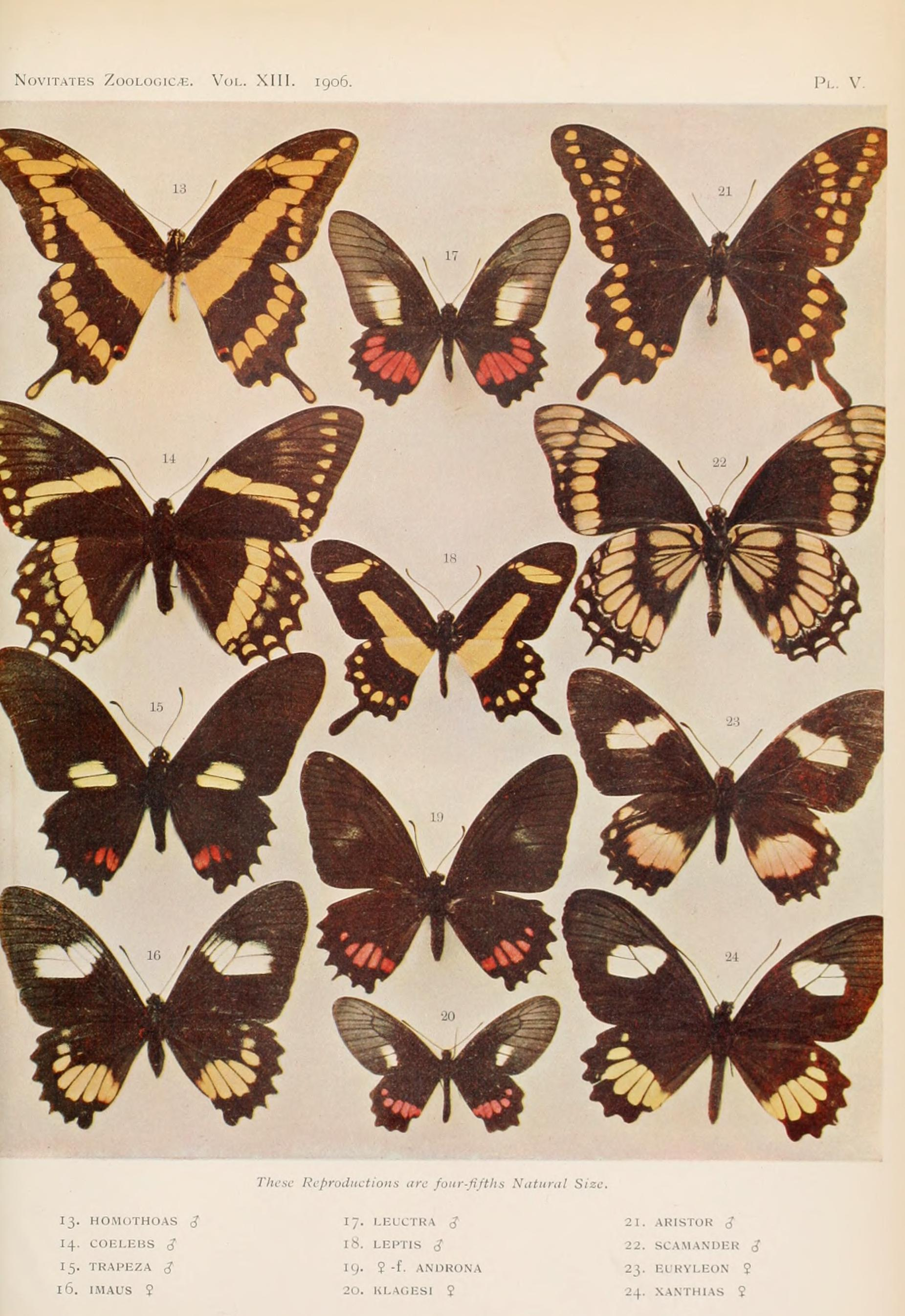
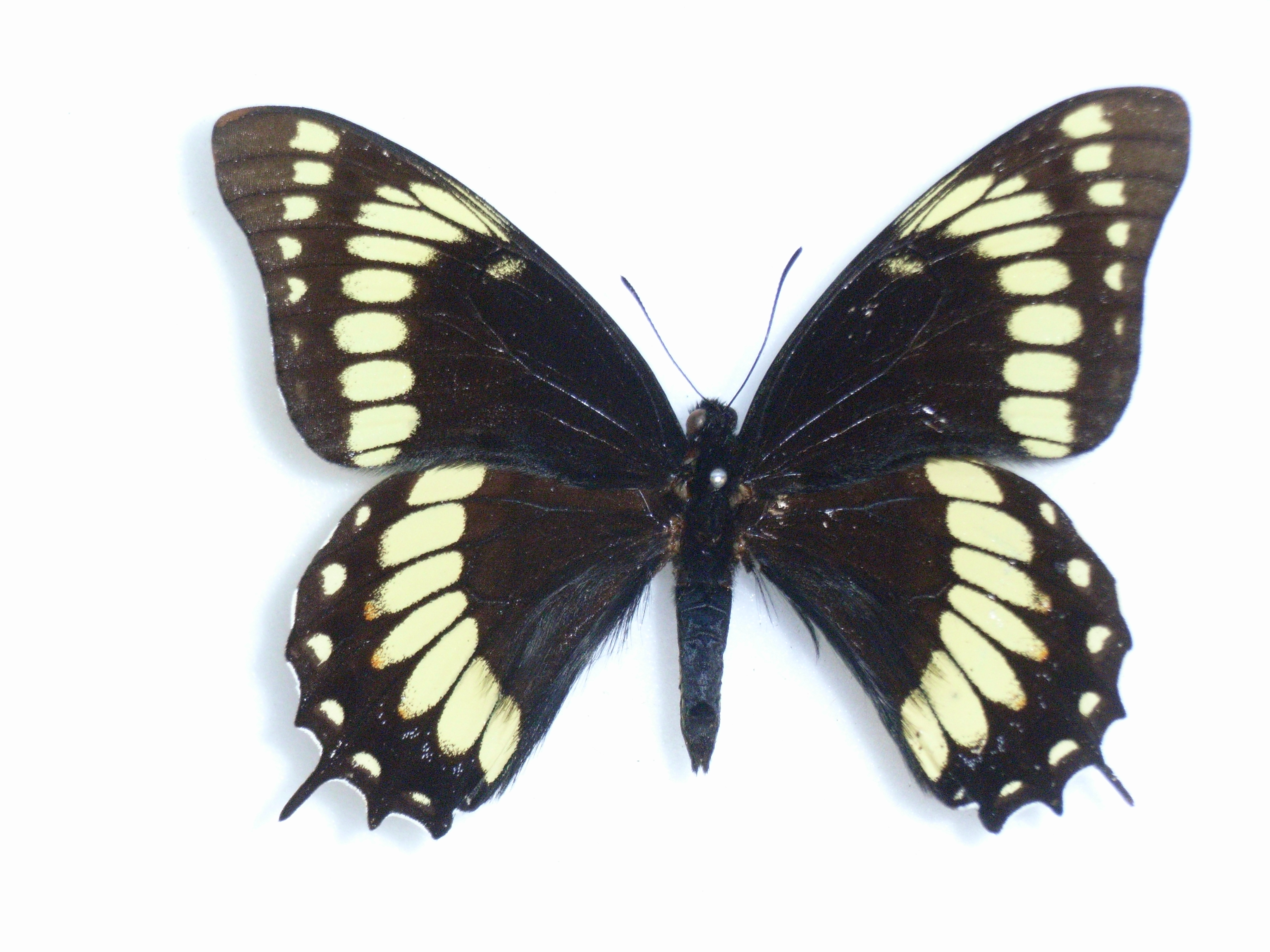
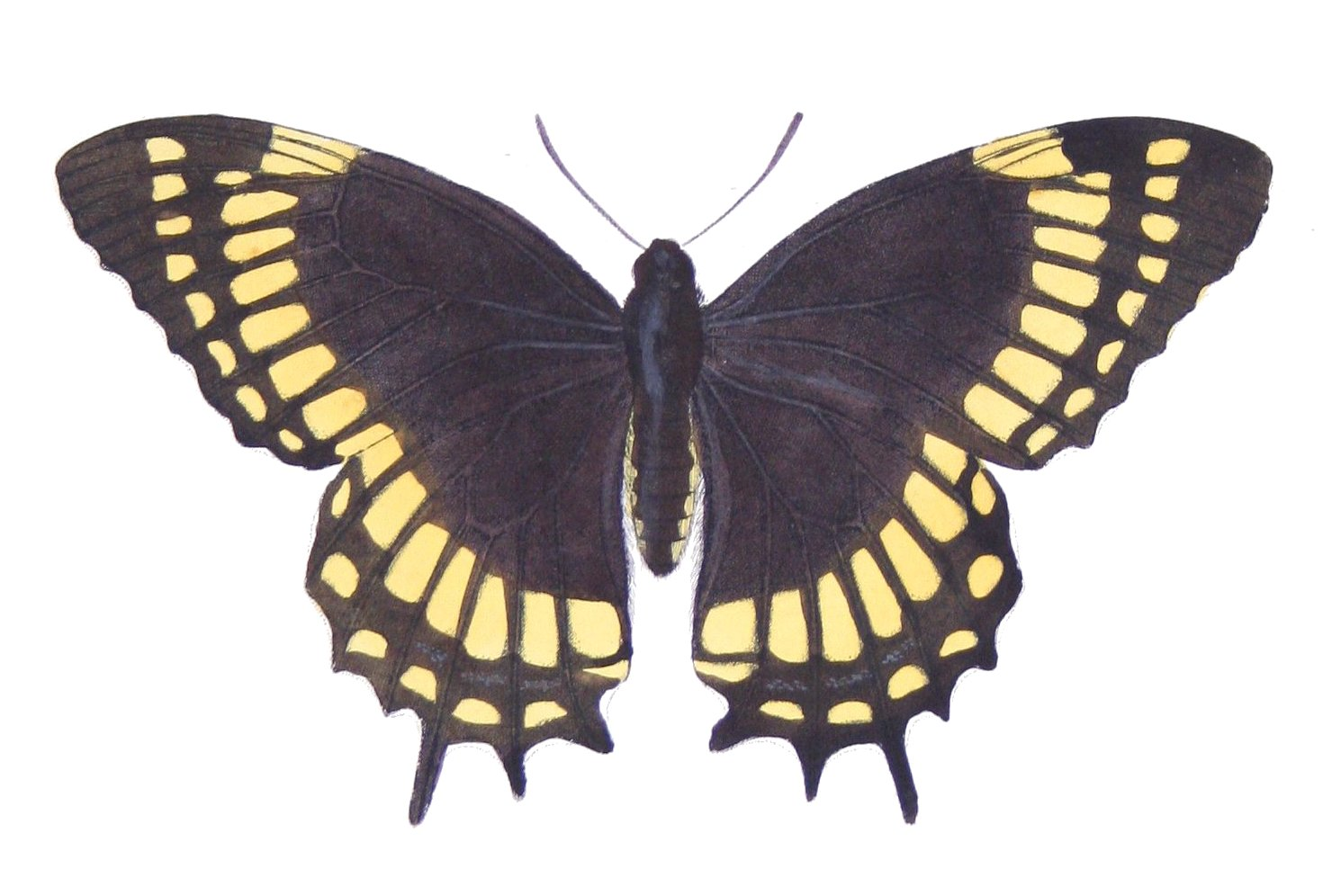